# Polypedilum ponapense
Polypedilum ponapense är en tvåvingeart som beskrevs av Tokunaga 1964. Polypedilum ponapense ingår i släktet Polypedilum och familjen fjädermyggor. Inga underarter finns listade i Catalogue of Life.